# Генерация на перпендикулярно-поляризирана вълна
Генерацията на напречно (перпендикулярно) поляризирана вълна е процес на честотно изродено четиривълново смесване, което може да се реализира в нелинейни среди, чиито нелинейни възприемчивости от трети ред са анизотропни. В резултат на това нелинейно-оптично взаимодействие на изхода на нелинейния кристал се генерира нова линейно поляризирана вълна на същата честота и дължина на вълната, но с поляризация, ориентирана перпендикулярно на поляризацията на входната вълна {\displaystyle \omega ^{(L)}~=~\omega ^{(||)}~+~\omega ^{(||)}~+~\omega ^{(||)}}. Интензитетът на генерираната напречно поляризирана вълна (НПВ) зависи от входния интензитет на трета степен. Това може да се използва за подобряване на времевия контраст на импулса и пространствения профил на генерирания сноп. Тъй като когато се ползват кристали с кубична симетрия средата е изотропна по отношение на линейните оптични свойства (т.е. и фазовите и груповите скорости на импулсите на НПВ и ВВ съвпадат: VНПВ=VВВ и Vгр,НПВ=Vгр,ВВ)процесът се характеризира с идеален фазов и групов синхронизъм на двете ортогонално поляризирани вълни разпространяващи се по протежение на оста Z. Това свойство позволява получаването на добра ефективност на генерацията на НПВ и минимални изкривявания на формата на импулса и на спектъра.

## Описание на генерацията на напречно поляризирана вълна
Да разгледаме случая на взаимодействие на две перпендикулярно поляризирани вълни с нелинейна среда с кубична нелинейност. Уравненията, описващи самомодулацията на фазата и на амплитудата на входната вълна А и на генерацията на напречно поляризираната компонента с амплитуда B, при условие че (т.е. пренебрегвайки изтощаването на вълната, самомодулацията на фазата на вълната и възможните ефекти, породени от крос-фазовата модулация), са:
{\displaystyle {\frac {dA}{dz}}=-i\gamma _{||}|A|^{2}A}.
{\displaystyle {\frac {dB}{dz}}=-i\gamma _{L}|A|^{2}A},
където {\displaystyle \gamma _{||}} и {\displaystyle \gamma _{L}} са коефициенти, зависещи от ориентацията на кристалната пластина, компонентата на кубичната нелинейност {\displaystyle \chi _{xxxx}^{(3)}}, анизотропията на {\displaystyle \chi _{}^{(3)}} тензора и ъгъла {\displaystyle \beta } между направлението на входната поляризация и оста X на кристала.
Решенията на тези уравнения при начални условия А(0)=А0 и B(0)=0 са:
{\displaystyle A=A_{0}e^{-i\gamma _{||}|A|^{2}L}}.
{\displaystyle B=A_{0}{\frac {\gamma _{L}}{\gamma _{||}}}(e^{-i\gamma _{||}|A|^{2}L}-1)},
където L e дължината на кристала (нелинейната среда). В случая на непрекъсната вълна, теоретичната ефективност {\displaystyle \eta }, която е дефинирана като отношението на интензитета на ортогонално поляризираната вълна на изхода на кристала {\displaystyle I_{out}} и на интензитета на входната вълна {\displaystyle I_{in}} може да бъде описана с функцията {\displaystyle sin^{2}}:
{\displaystyle \eta ={\frac {|B(L)|^{2}}{|A_{0}|^{2}}}={\frac {I_{out}}{I_{in}}}=({\frac {\gamma _{L}}{\gamma _{||}}})^{2}\sin ^{2}(\gamma _{||}|A|^{2}L/2)}.
При малка големина на фазовата самомодулация {\displaystyle (\gamma _{||}|A|^{2}L<<1)}
{\displaystyle \eta =({\frac {\gamma _{L}}{2}})^{2}|A|^{4}L^{2}=K\gamma _{L}^{2}I_{in}^{2}L^{2}}.
Тази последна формула показва, че при неголеми {\displaystyle I_{in}} ефективността нараства квадратично спрямо входния интензитет, а при по-големи {\displaystyle I_{in}} нелинейното фазово отместване {\displaystyle (\gamma _{||}|A|^{2}L)} на ВВ възпрепятства съгласуваното (кохерентното) нарастване на НПВ процеса по цялата дължина на образеца и внася насищане и периодичен характер на зависимостта на ефективността от входния интензитет.
Отчитането на времевата и пространствена форма водят до намаляване на предсказаната ефективност. Максималната експериментална ефективност, получена при схема с един кристал е около 12% за Гаусов времеви импулс и Гаусово пространствено разпределение на снопа. 29% ефективност може да се получи за сноп с правоъгълна форма. Ефективността с един кристал се насища близо до 10%. С двукристална схема преобразуването се увеличава до 20-30%.
Ефектът на генерация на напречно поляризирана вълна се използва както за повишаване на контраста на фемтосекундни импулси, така и за регистрация и контрол на параметрите на фемтосекундни импулси.